# Ширококлювая мухоловка
Ширококлювая мухоловка (лат. Muscicapa dauurica) — вид птиц семейства мухоловковых.

## Описание
Ширококлювая мухоловка очень похожа на серую мухоловку. Длина птицы составляет 13,2 см, в том числе хвост — 5 см. Вес — 13 грамм. Половой диморфизм отсутствует. Самцы очень активно поют, их песня громкая и довольно длинная.
Песня щебечущая негромкая, довольно мелодичная, включает строфы из песен других птиц. Самец при пении держится чаще всего в нижних частях крон, часто перелетает. При беспокойстве издают резкое стрекотание и «цикают».

## Распространение
Ширококлювая мухоловка гнездится в Восточной и Южной Сибири, Японии, в Гималаях; на зимовку, которая длится с конца августа — начала сентября до начала июня, перебирается южнее, в Юго-Восточную Азию, вплоть до Шри-Ланки, Сингапура и Индонезии.
Обитает в негустых лесах и на обрабатываемых человеком территориях. Предпочитает лиственные и сосново-лиственные леса с подлеском, в них держится по опушкам и полянам, нередко у воды; в лесостепи — только в приречных кустарниках.

## Гнездо
Гнездо расположено чаще всего в вершинах берез или ив, в развилке толстых сучков или у самого ствола на высоте от 3 до 10 метров от земли. Гнездо вьётся из травинок и сухих соломинок злаков с примесью большого количества болотного мха. Внешняя поверхность гнезда покрывается лишайниками и тонкой берестой или чешуйками коры ивы и кусочками коры с этих деревьев: это придает гнезду вид небольшого нароста на дереве и это делает практически невозможным его обнаружение. Внутри гнездо выстилается сухими иглами лиственницы. Форма гнезда условно полушаровидная, но сильно зависит от формы развилки, в которой гнездо помещается. Самка откладывает четыре-пять яиц, которые насиживает сама, не подпуская самца к гнезду.

## Подвиды
Выделяют три подвида:
- Muscicapa dauurica dauurica  Pallas, 1811
- Muscicapa dauurica poonensis  Sykes, 1832
- Muscicapa dauurica siamensis  (Gyldenstolpe, 1916)